# Нижняя Ваеньга
Нижняя Ваеньга — сельский населённый пункт в Осиновском сельском поселении Виноградовского района Архангельской области, хотя, первоначально, планировалось создать Ваеньгское сельское поселение с центром в посёлке Воронцы.

## География
Нижняя Ваеньга расположена в нижнем течении реки Ваеньга, в десяти километрах от административного центра деревни Осиново.

## Демография
Численность населения деревни, по данным Всероссийской переписи населения 2010 года, составляет 9 человек. На 1.01.2010 числилось 12 человек. Нижняя Ваеньга практически обезлюдела, деревня оживает только на летний период, когда приезжают дачники.

## История
По устному преданию, деревня существовала уже в XVI веке и входила в состав Ростовской волости Подвинского стана Важского уезда.

## Транспорт
Деревня соединяется автодорогами с административным центром деревней Осиново, посёлком Воронцы и Верхней Ваеньгой. В Осиново, на пароме можно переправиться через Северную Двину в районный центр — Березник (Двинской Березник).

## Этимология
Название Нижняя Ваеньга получила от географического местоположения, так как находится в нижнем реки Ваеньга. А название реки, возможно, происходит от чудского «-еньга» — река и саамского «ву-ойнгга» — волшебный.